# Comté d'Edwards (Texas)
Pour les articles homonymes, voir Comté d'Edwards.
Le comté d'Edwards, en anglais : Edwards County, est un comté situé au centre de l'État du Texas aux États-Unis. Le siège de comté est la ville de Rocksprings. Selon le recensement des États-Unis de 2020, sa population est de 1 422 habitants. Le comté a une superficie de 5 491 km2, dont presque tout est de terre. Il est nommé en l'honneur de Haden Edwards, un de ses premiers colons. 

## Démographie
Lors du recensement de 2010, le comté comptait une population de 2 002 habitants. Elle est estimée, en 2017, à 1 953 habitants.

Pyramide des âges du comté d'Edwards (2000).

| Groupes           | Comté d'Edwards | Texas | États-Unis |
| ----------------- | --------------- | ----- | ---------- |
| Blancs            | 86,9            | 70,4  | 72,4       |
| Autres            | 9,8             | 10,6  | 6,4        |
| Amérindiens       | 1,3             | 0,7   | 0,9        |
| Métis             | 1,1             | 2,5   | 2,7        |
| Afro-Américains   | 0,6             | 11,9  | 12,6       |
| Asiatiques        | 0,4             | 3,8   | 4,8        |
| Total             | 100             | 100   | 100        |
|                   |                 |       |            |
| Latino-Américains | 51,3            | 37,6  | 16,7       |